# Łyżwiarstwo figurowe na Letnich Igrzyskach Olimpijskich 1908 – singiel mężczyzn
Singiel mężczyzn był jedną z konkurencji łyżwiarskich na Letnich Igrzyskach Olimpijskich 1908 w Londynie odbyła się w dniach 28-29 października 1908. Uczestniczyło 9 łyżwiarzy z 5 krajów.

## Wyniki
| Pozycja | Łyżwiarz          | Państwo            | Łączny wynik | Lokaty | CF | FS |
| ------- | ----------------- | ------------------ | ------------ | ------ | -- | -- |
| 1       | Ulrich Salchow    | Szwecja            | 377.3        | 7      | 1  | 2  |
| 2       | Richard Johansson | Szwecja            | 365.2        | 10     | 4  | 1  |
| 3       | Per Thorén        | Szwecja            | 357.4        | 14     | 6  | 3  |
| 4       | J. Keiller Greig  | Wielka Brytania    | 310.9        | 19     | 5  | 4  |
| 5       | Albert March      | Wielka Brytania    | 232.0        | 29     | 6  | 7  |
| 6       | Irving Brokaw     | Stany Zjednoczone  | 232.0        | 30     | 8  | 5  |
| 7       | Horatio Torromé   | Argentyna          | 228.9        | 31     | 7  | 6  |
| DNF     | Nikołaj Panin     | Imperium Rosyjskie |              |        | 2  |    |
| DNF     | Herbert Yglesias  | Wielka Brytania    |              |        | 9  |    |

Arbiter
- Herbert G. Fowler

Sędziowie
- Henning Grenander
- Edvard Hörle
- Gustav Hügel
- Georg Sanders
- Hermann Wendt